# Катастрофа C-46 под Бэйпином
Катастрофа C-46 под Бэйпином — крупная авиационная катастрофа, произошедшая в пятницу 12 октября 1945 года примерно к западу от Бэйпина (Китайская Республика), при этом погибли 59 человек.

## Самолёт
Curtiss C-46F-1-CU Commando с регистрационным номером 44-78591 (заводской — 22414) поступил в военно-воздушные силы США к 14 июля 1945 года, то есть его «возраст» составлял всего три месяца.

## Катастрофа
Curtiss C-46 выполнял транспортный рейс по переброске военных из Ханькоу (ныне часть Уханя) в Бэйпин (ныне Пекин), а на его борту находились 4 члена экипажа и 55 солдат. Но в тот день над Бэйпином стояла низкая облачность высотой всего 300 футов (91 м), из-за чего землю почти не было видно. Помимо этого, аэродром Наньюань, где должен был приземлиться самолёт, не был оборудован радиомаяком. Чтобы не лететь вслепую, экипаж был вынужден ориентироваться на сигнал от находящейся поблизости коммерческой радиостанции. Однако выполняя заход на посадку, примерно в 11:30 на удалении около 25 километров к западу-северо-западу от аэродрома летящая в облаках над полями машина врезалась в антенну радиостанции, которая возвышалась на 1000 футов (300 м) выше уровня аэродрома. Потеряв управление, «Кёртисс» упал на землю и полностью разрушился, а все летящие в нём 59 человек погибли.
По масштабам это крупнейшая авиационная катастрофа 1945 года, а по некоторым данным, является и крупнейшей катастрофой в истории самолёта Curtiss C-46 Commando; на момент событий также являлась крупнейшей авиакатастрофой в Китае.

### Комментарии
1. ↑  Подобное можно увидеть в советском фильме «Воздушный извозчик» 1943 года.